# Eordea (araña)
Eordea bicolor es una especie de araña araneomorfa de la familia Linyphiidae. Es el único miembro del género monotípico Eordea.

## Distribución
Es un endemismo de Sumatra en Indonesia.